# 14238 д'Артанян
14238 д'Артанян (14238 d'Artagnan) — астероїд головного поясу, відкритий 31 грудня 1999 року.
Тіссеранів параметр щодо Юпітера — 3,391.